# Fernerkundungsinstrumente zur Umweltbeobachtung
Fernerkundungsinstrumente zur Umweltbeobachtung auf Umweltsatelliten oder Wettersatelliten bedienen sich des elektromagnetischen Spektrums, um Vorgänge auf der Erdoberfläche oder in der Atmosphäre zu untersuchen. Dies ist insbesondere dann zweckmäßig, wenn das Sammeln und Auswerten von Daten auf der Erdoberfläche im erforderlichen Umfang zu aufwendig ist oder die Nutzung alternativer Methoden, wie Schalluntersuchungen, nicht möglich ist. 
Die Instrumente können grundsätzlich in zwei Klassen unterschieden werden: 
1. Aktive Instrumente senden aktiv Strahlung und nehmen ein reflektiertes und durch die Eigenschaften des beobachteten Objektes modifiziertes Signal wieder auf. Aus diesem Signal und der angenommenen Kenntnis der Verhältnisse (Modell) zwischen Objekt und Sensor können die Wissenschaftler Rückschlüsse auf die Zusammensetzung des beobachteten Zieles gewinnen. Beispiele sind das Lidar und das Radar.
2. Passive Instrumente detektieren die elektromagnetische Strahlung, die das zu beobachtende Objekt aussendet. Alle Objekte zeichnen sich durch eine charakteristische Emission elektromagnetischer Strahlung aus. Durch Messen dieser Strahlung können Wissenschaftler Rückschlüsse auf den Zustand des emittierenden Objekts ziehen. So kann etwa durch Messen der Intensität des Infrarotlichtes auf die Temperaturen zurückgeschlossen werden.

Weitere Unterscheidungsmerkmale sind die Richtung der Beobachtung, etwa Ausrichtung direkt unter den Satelliten (Nadir-Modus) oder tangential zur Erdoberfläche (Limb-Modus), aber auch die Wellenlänge der verwendeten Strahlung. Zur Beobachtung der verschiedenen Prozesse in der Atmosphäre/Biosphäre der Erde sind unterschiedliche Wellenlängen im elektromagnetischen Spektrum je nach Einsatzgebiet verschieden gut einsetzbar. Häufig benutzt werden hierzu der infrarote Wellenlängenbereich, der ultraviolette Bereich oder der Mikrowellenbereich.
Um von der Messung einer spektralen Signatur auf ein atmosphärisches Profil (vertikale Mengenverteilung eines Stoffes) zu schließen, ist es nötig, eine Beziehung zwischen der Mengenverteilung und der spektralen Signatur herzustellen. Dies gelingt beispielsweise durch die Anwendung und Lösung der Strahlungstransportgleichung. Da dies oft nicht analytisch möglich ist, muss man hierzu numerische Methoden benutzen. 
Die anfallende Menge an Daten in der Fernerkundung ist sehr groß, so dass die Verwaltung der Daten ein ernstzunehmendes informationstechnisches Problem darstellt.